# 오장한 (성악가)
오장한(1973년 6월 9일 ~)은 대한민국의 성악가다. 2009년 1집 앨범 [종의 노래]로 데뷔했다.

## 학력
- 한양대학교 대학원 실용음악학 석사

## 방송
- CTS 대한민국 K-가스펠 (2021) - 은상
- 미스터트롯2 - 새로운 전설의 시작 (2022) - Top119

## 공연
- 라포엠 (2001, 2004)
- 창원시립교향악단 뮤지컬 갈라 바다의 노래 (2016)

## 경력
- 창원시립합창단 수석단원 (2008~2013)
- 창원시립합창단 상임단원 (2001~2007)

## 수상
- 제20회 극동방송 전국복음성가경연대회 대상 (2007)